# لاک‌پشت غول‌پیکر آلدابرا

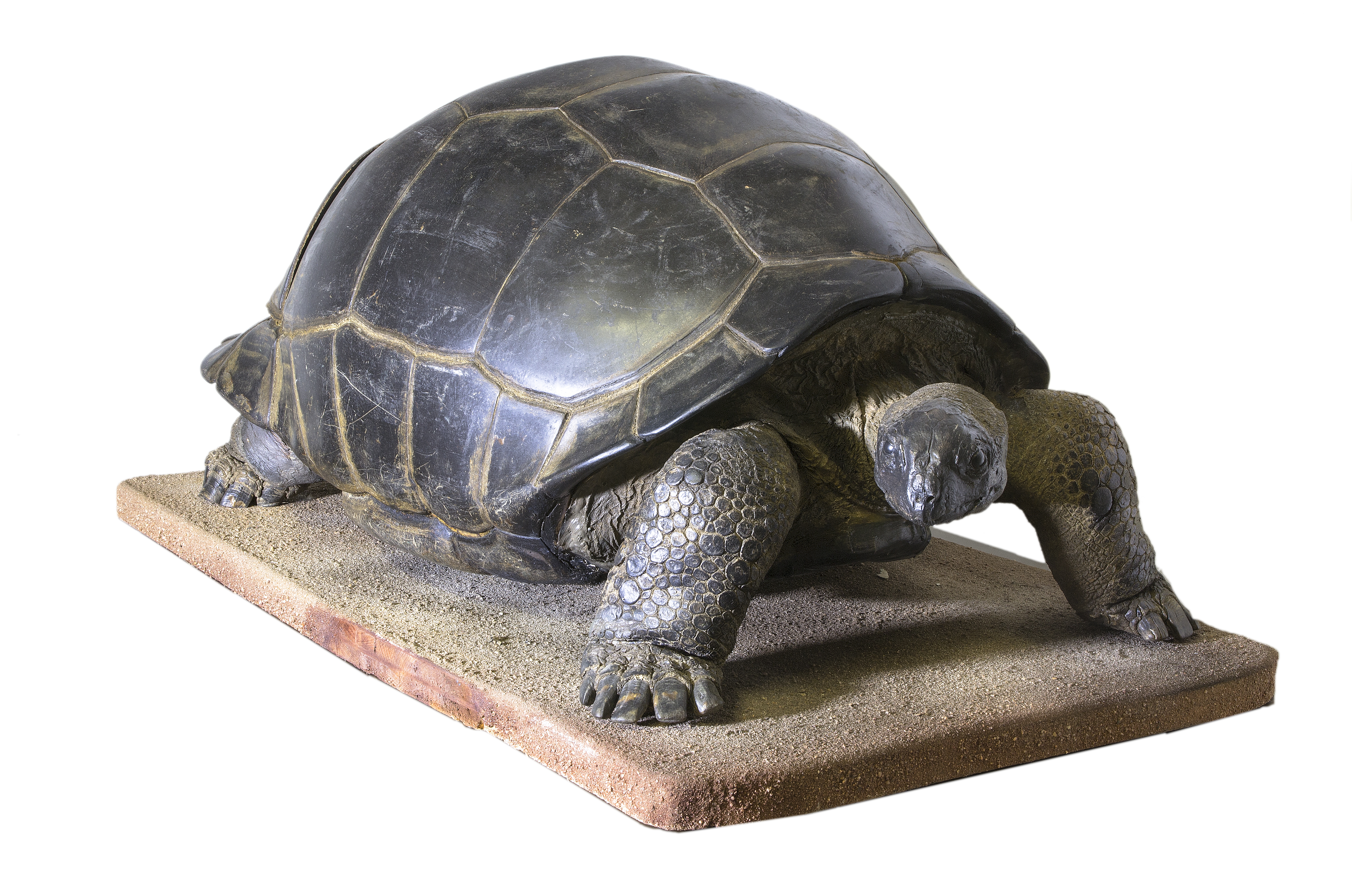
Aldabrachelys gigantea

لاک‌پشت غول‌پیکر آلدابرا (نام علمی: Aldabrachelys gigantea) نام یک گونه از تیره لاک‌پشت زمینی است.